# David Márquez Laguna
David Márquez Laguna (Viladecans, Baix Llobregat, 13 d'octubre de 1977) és un atleta català, especialitzat en 20 quilòmetres de marxa atlètica.

## Marques personals[3][4]
- 5.000 metres marxa - 19:30.4h	- L'Hospitalet-près-l'Andorre,  França- 13 de maig de 2000
- 5.000 metres marxa - 20:04.61 - Barcelona,  Catalunya - 2004
- 10.000 metres marxa - 41:03.73 - SIAC Homebush, Sydney,  Austràlia - 22 d'agost de 1996
- 10 quilòmetres marxa - 43:57:00 - Guadix,  Espanya - 10 d'abril de 2004
- 20 quilòmetres marxa - 1:19:46 - Stade de France, Saint Denis,  França - 23 d'agost de 2003
- 30 quilòmetres marxa - 2:06:45 - El Prat de Llobregat,  Catalunya - 2001

## Millors resultats esportius
- Subcampió del Món Junior (Sídney,  Austràlia - 1996)
- Campió de d'Europa sub-23 (Göteborg,  Suècia - 1999)
- Plusmarquista d'Espanya de 30 quilòmetres marxa (El Prat de Llobregat,  Catalunya - 2001)